# Починки (деревня, городской округ Ступино)
Починки — деревня в Ступинском районе Московской области в составе Городского поселения Ступино.

## География
Починки расположены в юго-западной части района, на Старом Каширском шоссе, с западной стороны автодороги Дон, высота центра деревни над уровнем моря — 187 м.
Ближайшие населённые пункты: Ситне-Щелканово — около 1,5 км на юг и Мурзино — около 2,5 км на северо-запад.

## История
До 2006 года входила в Ситне-Щелкановский сельский округ.

## Население
| 2002 | 2006 | 2010 |
| ---- | ---- | ---- |
| 34   | ↘26  | ↗28  |

## Инфраструктура
На 2016 год в Починках 1 улица — Алексеевская, и 4 садовых товарищества.

## Транспорт
Деревня связана автобусным сообщением со Ступино и соседними населёнными пунктами.